# Caliphis tamborinensis
Caliphis tamborinensis är en spindeldjursart som först beskrevs av Womersley 1956.  Caliphis tamborinensis ingår i släktet Caliphis och familjen Ologamasidae. Inga underarter finns listade.